# Charlotte Seidl
Charlotte Seidl (* 8. März 1948 in Maria Schutz, Niederösterreich) ist eine österreichische Bildhauerin und Keramikkünstlerin, die in Niederösterreich lebt und arbeitet.

## Leben und Wirken

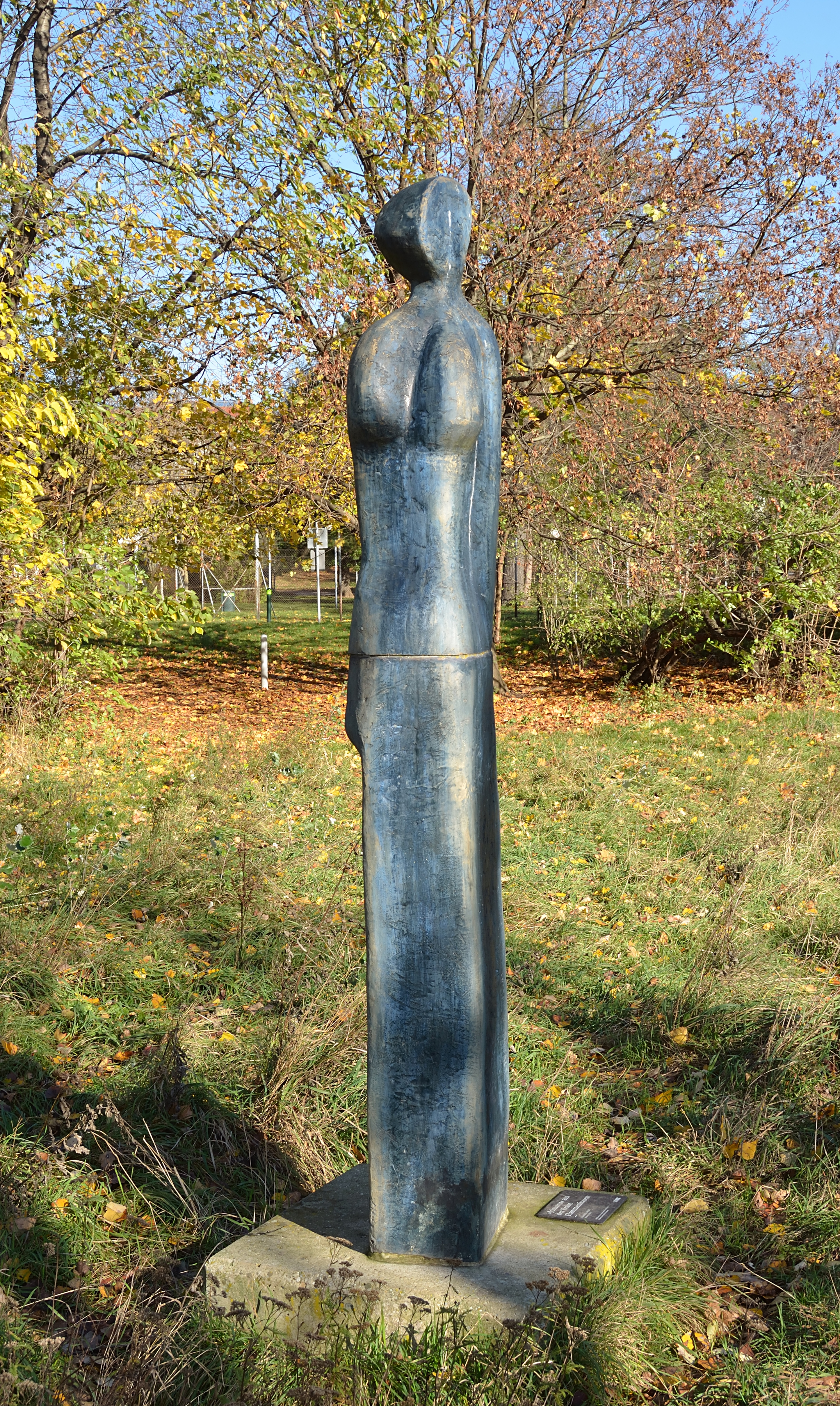
Charlotte Seidl: Johanna aus der Serie Flammenfrau, Wien Auer-Welsbach-Park

Nach dem Besuch der Keramikschule in Stoob von 1962 bis 1965 leitete Charlotte Seidl Keramikkurse in Innsbruck. 1969 fand eine erste Einzelausstellungen ihrer Werke statt. Sie ist mit dem Bildhauer, Maler und Keramiker Johannes Seidl (* 1947) verheiratet und arbeitet auch mit ihm zusammen, insbesondere bei Auftragswerken für den öffentlichen Raum (seit 1971 gemeinsames Signum bei Plastiken). 1989 übernahmen sie in Niederösterreich das renovierungsbedürftige Gut Gasteil bei Prigglitz aus den 1920er Jahren. Das Ehepaar restaurierte es und baute es zu einem „Gesamtkunstwerk aus Architektur, Kunst und Landschaft“ aus. Dort präsentieren sie ihre eigenen Werke in einer Galerie und veranstalten alle zwei Jahren die Ausstellungsreihe „Kunst in der Landschaft“ mit internationalen Künstlern.
Charlotte Seidls Skulpturen im öffentlichen und halböffentlichen Bereich bestehen aus hart gebrannter, glasierter Keramik, aus Stein und Edelstahl oder Material-Kombinationen. Ihre Frauenskulpturen erinnern an das Schicksal von Frauen in aller Welt. Sie schafft Bilder aus Tonplatten, in die sie ohne vorhergegangene Zeichnung Szenen mit Menschen, vor allem Frauen, ritzt und anschließend mit Oxiden, Engoben und Glasuren in warmen Erdfarben von Beige über Ocker bis hin zu gedämpften Rottönen bemalt, aus denen das Blau der Kleider hervorleuchtet. „Ihre Gestik ist archaisch einfach und erinnert an prähistorische Felszeichnungen oder an manche Keramikarbeiten von Picasso.“